# Giovanni Maria Morandi

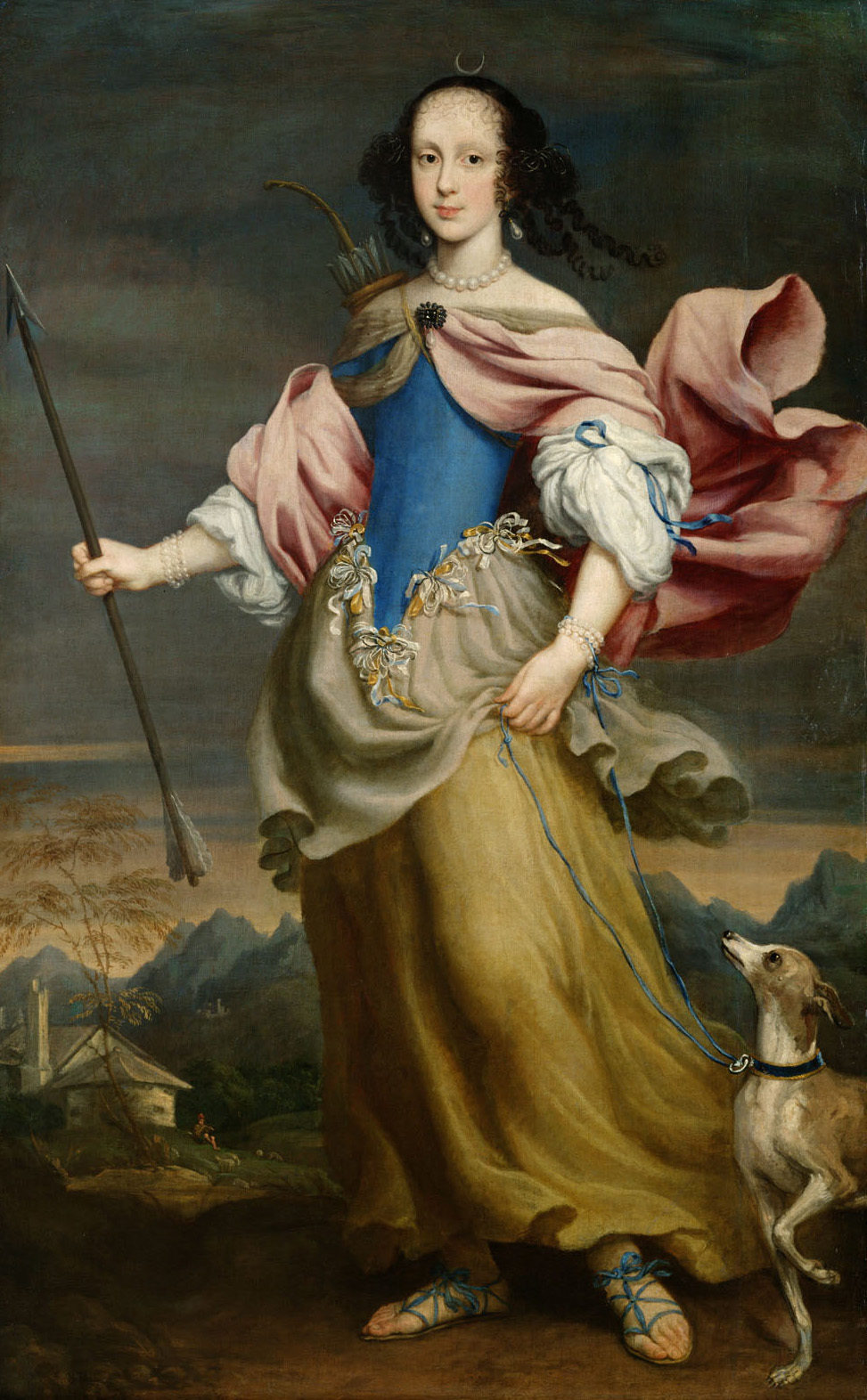
Retrato de la archiduquesa Claudia Felizitas de Habsburgo como Diana, Viena, Kunsthistorisches Museum.

Giovanni Maria Morandi  (Florencia,30 de abril de 1622-Roma, 18 de febrero de 1717) fue un pintor barroco italiano.

## Biografía
Nacido en Florencia, tuvo allí como maestros a Giovanni Biliverti y a Orazio Fidani. Trasladado a Roma, donde el contacto con Carlo Maratta reforzó la tendencia clasicista de su formación toscana, se dedicó a la pintura de grandes telas de altar, como la Pentecostes pintada para la Chiesa Nuova, la Visitación (1659) y el Martirio de San Lorenzo en la iglesia Santa Maria dell'Anima, o el Tránsito de la Virgen en Santa Maria della Pace. 
Miembro de la Academia de la Arcadia y de la Academia de San Lucas, de la que fue director en 1671 y 1680, trabajó también como retratista para el emperador Leopoldo I, establecido en Viena en 1667, y para el papa Alejandro VII.
El Museo del Prado conserva una de sus obras, Las Marías visitando el sepulcro de Jesús, de dibujo riguroso y sobrio.